# Espai-temps d'ones pp
En la relativitat general, els espai-temps d'ones pp, o per abreujar ones pp, són una família important de solucions exactes de l'equació de camp d'Einstein. El terme pp significa ones de front pla amb propagació paral·lela, i va ser introduït el 1962 per Jürgen Ehlers i Wolfgang Kundt.

## Visió general
Les solucions d'ones pp modelen la radiació que es mou a la velocitat de la llum. Aquesta radiació pot consistir en:
- radiació electromagnètica,
- radiació gravitatòria,
- radiació sense massa associada amb fermions de Weyl,
- radiació sense massa associada a algun hipotètic camp clàssic relativista de tipus diferent,

o qualsevol combinació d'aquests, sempre que la radiació es mogui tota en la mateixa direcció.
Un tipus especial d'espai-temps d'ones pp, els espais-temps d'ones planes, proporcionen l'analògic més general en relativitat general de les ones planes familiar als estudiants d'electromagnetisme. En particular, en la relativitat general, hem de tenir en compte els efectes gravitatoris de la densitat d'energia del propi camp electromagnètic. Quan fem això, les ones planes purament electromagnètiques proporcionen la generalització directa de les solucions ordinàries d'ones planes en la teoria de Maxwell.
A més, en la relativitat general, les pertorbacions en el propi camp gravitatori es poden propagar, a la velocitat de la llum, com a "arrugues" en la curvatura de l'espai-temps. Aquesta radiació gravitatòria és l'anàleg del camp gravitatori de la radiació electromagnètica. En la relativitat general, l'analògic gravitacional de les ones planes electromagnètiques són precisament les solucions al buit entre els espais temps d'ones planes. S'anomenen ones planes gravitatòries.
Hi ha exemples físicament importants d'espai-temps d'ones pp que no són espai-temps d'ones planes. En particular, l'experiència física d'un observador que flueix per un objecte gravitatori (com una estrella o un forat negre) a gairebé la velocitat de la llum es pot modelar mitjançant un espai-temps impulsiu d'ones pp anomenat ultraboost Aichelburg-Sexl. El camp gravitatori d'un feix de llum es modela, en relativitat general, per una certa ona pp simètrica axial.
Un exemple d'ona pp donada quan la gravetat està en presència de matèria és el camp gravitatori que envolta un fermió de Weyl neutre: el sistema consisteix en un camp gravitatori que és una ona pp, sense radiació electrodinàmica i un espinor sense massa que presenta simetria axial. A l'espai-temps de Weyl-Lewis-Papapetrou, existeix un conjunt complet de solucions exactes tant per a la gravetat com per a la matèria.
Les ones PP van ser introduïdes per Hans Brinkmann el 1925 i des de llavors han estat redescobertes moltes vegades, sobretot per Albert Einstein i Nathan Rosen el 1937.

## Definició matemàtica
Un espai-temps d'ona pp és qualsevol varietat Lorentziana el tensor mètric de la qual es pot descriure, respecte a les coordenades de Brinkmann, de la forma
{\displaystyle ds^{2}=H(u,x,y)\,du^{2}+2\,du\,dv+dx^{2}+dy^{2}}
on {\displaystyle H} és qualsevol funció suau. Aquesta era la definició original de Brinkmann, i té la virtut de ser fàcil d'entendre.
La definició que ara és estàndard a la literatura és més sofisticada. No fa referència a cap gràfic de coordenades, de manera que és una definició lliure de coordenades. Afirma que qualsevol varietat lorentziana que admet un camp vectorial nul constant de forma covariant {\displaystyle k} s'anomena espai-temps d'ona pp. És a dir, la derivada covariant de {\displaystyle k} ha de desaparèixer de la mateixa manera:
{\displaystyle \nabla k=0.}
Aquesta definició va ser introduïda per Ehlers i Kundt el 1962. Per relacionar la definició de Brinkmann amb aquesta, prengui {\displaystyle k=\partial _{v}}, el vector de coordenades ortogonal a les hipersuperfícies {\displaystyle v=v_{0}}. A la notació índex-gimnàstica per a les equacions tensorials, la condició activada {\displaystyle k} es pot escriure {\displaystyle k_{a;b}=0}.
Cap d'aquestes definicions fa menció a cap equació de camp; de fet, són totalment independents de la física. Les equacions d'Einstein al buit són molt simples per a ones pp, i de fet lineals: la mètrica {\displaystyle ds^{2}=H(u,x,y)\,du^{2}+2\,du\,dv+dx^{2}+dy^{2}} obeeix aquestes equacions si i només si {\displaystyle H_{xx}+H_{yy}=0}. Però la definició d'un espai-temps d'ona pp no imposa aquesta equació, de manera que és totalment matemàtica i pertany a l'estudi de la geometria pseudoriemanniana. A la següent secció ens referirem a les interpretacions físiques dels espai-temps d'ones pp.
Ehlers i Kundt van donar diverses caracteritzacions més lliures de coordenades, com ara:
- Una varietat lorentziana és una ona pp si i només si admet un subgrup d'isometries d'un paràmetre amb òrbites nul·les i el tensor de la curvatura de les quals té valors propis desapareguts.
- Una varietat lorentziana amb una curvatura no evasiva és una ona pp (no trivial) si i només si admet un bivector constant covariant. (Si és així, aquest bivector és un bivector nul).

## Interpretació física
És un fet purament matemàtic que el polinomi característic del tensor d'Einstein de qualsevol espai-temps d'ona pp s'esvaeix de manera idèntica. De manera equivalent, podem trobar una tètrade nul·la complexa de Newman-Penrose tal que els escalars de Ricci-NP {\displaystyle \Phi _{ij}} (descrivint qualsevol matèria o camps no gravitacionals que puguin estar presents en un espai-temps) i els escalars de Weyl-NP {\displaystyle \Psi _{i}} (que descriu qualsevol camp gravitatori que pugui estar present) cadascun només té un component que no es vagi. Concretament, pel que fa a la tètrada NP
{\displaystyle {\vec {\ell }}=\partial _{u}-H/2\,\partial _{v}}
{\displaystyle {\vec {n}}=\partial _{v}}
{\displaystyle {\vec {m}}={\frac {1}{\sqrt {2}}}\,\left(\partial _{x}+i\,\partial _{y}\right)}
l'únic component que no s'esvaeix de l'espinor de Ricci és

{\displaystyle \Phi _{00}={\frac {1}{4}}\,\left(H_{xx}+H_{yy}\right)}

l'únic component que no s'esvaeix de l'espinor de Ricci és
{\displaystyle \Phi _{00}={\frac {1}{4}}\,\left(H_{xx}+H_{yy}\right)}
i l'únic component que no s'esvaeix de l'espinor de Weyl és
{\displaystyle \Psi _{0}={\frac {1}{4}}\,\left(\left(H_{xx}-H_{yy}\right)+2i\,H_{xy}\right).}
Això significa que qualsevol espai-temps d'ona pp es pot interpretar, en el context de la relativitat general, com una solució de pols nul·la. A més, el tensor de Weyl sempre té el tipus N de Petrov, com es pot verificar mitjançant els criteris de Bel.
En altres paraules, les ones pp modelen diversos tipus de radiació clàssica i sense massa que viatgen a la velocitat local de la llum. Aquesta radiació pot ser gravitatòria, electromagnètica, fermions de Weyl, o algun tipus hipotètic de radiació sense massa diferent d'aquestes tres, o qualsevol combinació d'aquestes. Tota aquesta radiació viatja en la mateixa direcció, i el vector nul {\displaystyle k=\partial _{v}} fa el paper d'un vector ondulatori.

## Exemples
Hi ha molts exemples explícits notables d'ones pp. ("Explícit" significa que les funcions mètriques es poden escriure en termes de funcions elementals o potser funcions especials conegudes com les funcions de Mathieu).
Alguns exemples explícits d' ones pp axisimètriques inclouen
- L'ultraboost d'Aichelburg-Sexl és una ona plana impulsiva que modela l'experiència física d'un observador que flueix per un objecte gravitant esfèricament simètric a gairebé la velocitat de la llum.
- El feix de Bonnor és una ona plana axisimètrica que modela el camp gravitatori d'un feix infinitament llarg de radiació electromagnètica incoherent.